# Sphaerocladina
Sphaerocladina is een orde van sponsdieren uit de klasse van de Demospongiae (gewone sponzen).

## Familie
- Vetulinidae Lendenfeld, 1903